# Евора
Е́вора (порт. Évora; МФА: [ˈɛ.vu.ɾɐ], Е́вура) — муніципалітет і місто в Португалії, в окрузі Евора. Адміністративний центр округу.  Розташований у південно-східній частині країни, на теренах історичної португальської провінції Алентежу. Належить до Еворської діоцезії Католицької церкви в Португалії. Права міського самоврядування має з 1166 року. Поділяється на 12 парафій. За адміністративним поділом, чинним до 1976 року, був складовою провінції Верхнє Алентежу. Площа муніципалітету — 1307,08 км², населення муніципалітету — 56596 ос. (2011); густота населення — 43,3 осіб/км²
. Патрон — святий Петро. Святковий день муніципалітету — 29 червня. Поштовий індекс — 7000, 7005.  Код місцевої адміністративної одиниці — 0705. Складова статистичного регіону Алентежу. Центр Еворського архієпископства.

## Географія
Евора розташована в центрі Португалії, в центрі округу Евора.
Відстань до Лісабона — 109 км.
Евора межує на півночі з муніципалітетом Аррайолуш, на північному сході — з муніципалітетом Ештремош, на сході — з муніципалітетом Редонду, на південному сході — з муніципалітетом Регенгуш-де-Монсараш, на півдні — з муніципалітетом Портел, на південному заході — з муніципалітетом Віана-ду-Алентежу, на заході — з муніципалітетом Монтемор-у-Нову.

### Клімат
| Клімат Евори                               | Клімат Евори | Клімат Евори | Клімат Евори | Клімат Евори | Клімат Евори | Клімат Евори | Клімат Евори | Клімат Евори | Клімат Евори | Клімат Евори | Клімат Евори | Клімат Евори | Клімат Евори |
| Показник                                   | Січ.         | Лют.         | Бер.         | Квіт.        | Трав.        | Черв.        | Лип.         | Серп.        | Вер.         | Жовт.        | Лист.        | Груд.        | Рік          |
| Абсолютний максимум, °C                    | 24,7         | 24,3         | 31,3         | 32,3         | 37,8         | 41,8         | 45,3         | 46,0         | 44,2         | 36,7         | 27,6         | 24,4         | 46,0         |
| Середній максимум, °C                      | 13,4         | 14,7         | 18,0         | 19,1         | 22,6         | 27,9         | 31,1         | 31,1         | 27,8         | 22,2         | 17,1         | 13,8         |              |
| Середня температура, °C                    | 9,6          | 10,7         | 13,3         | 14,3         | 17,1         | 21,4         | 23,9         | 24,1         | 21,9         | 17,7         | 13,4         | 10,5         |              |
| Середній мінімум, °C                       | 5,8          | 6,7          | 8,6          | 9,5          | 11,7         | 14,8         | 16,6         | 17,0         | 16,0         | 13,2         | 9,7          | 7,1          |              |
| Абсолютний мінімум, °C                     | −2,9         | −1,4         | −2,3         | 2,9          | 4,9          | 6,7          | 10,9         | 11,4         | 9,1          | 5,5          | 0,0          | −0,5         | −2,9         |
| Середня кількість сонячних годин на місяць | 148          | 148          | 203          | 220          | 285          | 301          | 363          | 346          | 251          | 204          | 158          | 144          | 2771         |
| Норма опадів, мм                           | 60.7         | 51.9         | 43.9         | 55.0         | 46.5         | 16.5         | 4.1          | 8.2          | 32.2         | 83.6         | 87.6         | 95.1         |              |
| ------------------------------------------ | ------------ | ------------ | ------------ | ------------ | ------------ | ------------ | ------------ | ------------ | ------------ | ------------ | ------------ | ------------ | ------------ |

## Історія
Місто було засноване древніми лузитанами та спочатку називався Еборою. У 80-72 роках до н. е. служило резиденцією бунтівного полководця Серторія. На відзначення привілеїв, дарованих місту Цезарем, воно було перейменоване у Liberalitas Julia. З V століття згадуються місцеві єпископи.
У 712 році Евора була завойована маврами, які називали її Жабурой.
1146 року Евору звільнили португальські війська. Для захисту місцевого замку і поселення було створене Еворське братство, на базі якого виник лицарський Авіський орден. 1166 року португальський король Афонсу І надав Еворі форал, яким визнав за поселенням статус містечка та муніципальні самоврядні права.
У XV і особливо XVI століттях, при монархах Авіської династії, Евора часто служила місцем перебування королівського двору. Це час вважається її золотим століттям. У 1663-65 роах окупована іспанцями. У 1559–1759 роках у місті працював університет.
У XVIII столітті політичне та економічне значення Евори впало. Найпомітнішою подією XIX століття стала капітуляція короля Мігеля 1832 року, яка завершила період громадянських воєн у Португалії.

## Пам'ятки
Евора є містом-музеєм та внесена до списку Всесвітньої спадщини ЮНЕСКО.
- Римський Храм Діани
- Палац короля Мануеля
- Еворський собор — головна церква міста. Збудований у ХІІ столітті.
- Монастир Санта-Клара
- Церква Санта-Бенту-ді Каштріш
- Акведук Агуа-де-Прата
- Каплиця Сан-Браш
- Церква Сан-Франсиску
- Палац Васко-да-Гама
- Графський палац Басту
- Палац герцогів Кадавал

- Університет Евора
- Міський музей Евора
- музей церковного мистецтва

## Населення
| Кількість мешканців | Кількість мешканців | Кількість мешканців | Кількість мешканців | Кількість мешканців | Кількість мешканців | Кількість мешканців | Кількість мешканців | Кількість мешканців | Кількість мешканців | Кількість мешканців | Кількість мешканців | Кількість мешканців | Кількість мешканців | Кількість мешканців |
| ------------------- | ------------------- | ------------------- | ------------------- | ------------------- | ------------------- | ------------------- | ------------------- | ------------------- | ------------------- | ------------------- | ------------------- | ------------------- | ------------------- | ------------------- |
| 1864                | 1878                | 1890                | 1900                | 1911                | 1920                | 1930                | 1940                | 1950                | 1960                | 1970                | 1981                | 1991                | 2001                | 2011                |
| 19 708              | 23 053              | 25 177              | 25 563              | 29 880              | 28 127              | 35 903              | 42 683              | 47 387              | 50 095              | 47 244              | 51 572              | 53 754              | 56 519              | 56 596              |

## Економіка
Евора є центром великої сільськогосподарської області. У місті розташовано багато підприємств з обробки зерна, винограду, оливок, коркового дерева та інше. Також проводиться обробка вовни та виробництво виробів з неї.
|                 |  |                      |  |                                   |
| Еворський собор |  | Площа у центрі міста |  | Руїни давньоримського храму Діани |

## Парафії
1. Басель
2. Канавьяйш
3. Малагейра
4. Носса-Сеньйора-да-Боа-Фе
5. Носса-Сеньйора-да-Граса-ду-Дівор
6. Носса-Сеньйора-да-Торега
7. Носса-Сеньйора-де-Гуадалупе
8. Носса-Сеньйора-де-Машеде
9. Орта-даш-Фігейраш
10. Сан-Бенту-ду-Мату
11. Сан-Вісенте-ду-Піжейру
12. Сан-Мамеде
13. Сан-Мансуш
14. Сан-Мігел-де-Машеде
15. Сан-Себаштіан-да-Жьештейра
16. Санту-Антал
17. Се-і-Сан-Педру
18. Сеньйора-да-Сауді
19. Торре-де-Коельєйруш

## Освіта
- Еворський університет — державний; колишній єзуїтський колегіум; 2-й найстаріший університет країни.

## Персоналії

### Уродженці
- Жуан-Мануел (1537—1554) — принц Португальський.
- Ізабела (1397—1471) — герцогиня Бургундська.
- Філіпе (1533—1539) — принц Португальський.
- Дініш (1535—1537) — інфант.